# Григор II Сенекерімян
Григор II Сенекерімян (*Գրիգոր Բ Սենեքերիմյան, д/н — 1166) — 6-й цар Сюнікського царства з 1096 до 1116 року.

## Життєпис
Походив з династії Хачен. Старший син Сенекеріма, царя Сюніка. Замолоду допомагав батькові у боротьбі проти сельджуків. У 1096 році після загибелі останнього стає новим царем. Йому також довелося протистояти сельджукам. До 1102 року він зумів відновити кордони Сюніку, скориставшись боротьбою між Баркіяруком та Мухаммадом Тапаром за трон Великих Сельджуків.
Втім, невдовзі зустрів суперника в особі емірів Гянджі. 1103 року війська останнього захопили та зруйнували столицю царства — Капан. У 1104 році проти Сюніка спрямував значні сили Мухаммад Тапар, які завдали поразки Григору II, захопивши фортецю Воротн. 1105 року сельджуки сплюндрували місто-фортецю Бген. За цих обставин цар Григор II уклав союз з Давидом IV, царем Грузії, завдяки чому зумів відновити владу над Сюніком.
У 1121 році Григор II з військом брав участь у Дідгорській битві, де коаліція християнських держав Кавказу завдала нищівної поразки сельджукській армії. Але у 1126 році гарун, емір Гянджи, зруйнував Капан і область Аревік, захопив Какаваберд і Багакукар. Але війська Сюніку звільнили захоплені області до 1128 року. В союзі з новим грузинським царем Деметре I володар Сюніку тривалий час боровся проти Ганджійськогое мірату, проте без певного результату.
У 1140-х роках Григор II скористався постійною боротьбою в середині Іракського султанату задля відновлення економіки держави та її військової потуги. Становище Григора II погіршилося наприкінці 1140-х років зі зміцненням в Азербайджані роду атабеків Ільдегізідів. У 1151—1152 роках Шамс ад-Дін Ільдегіз захопив фортеці Шлюут, Грхам, Гегі, Какаваберд. У 1157 році було втрачено фортецю Мегрі. У 1163 році Ільдегіз завдав нової поразки об'єднаним військам Григора II і  Георгія III, царя Грузії.
У 1166 році оголосив сина своєї донька Гасана спадкоємцем трону. Помер того ж року, владу успадкував Гасан Геракареці.